# Бір-Себа
Бір-Себа (Bir Seba, Bir Sebaa, Bir Sbaa) – нафтове родовище в Алжирі. Також відоме під абревіатурою BRS. 

## Загальна інформація
Бір-Себа відкрила в 1995-му компанія Mobil, проте після оціночного буріння в 2000 році вона віднесла його до некомерційних.
В 2005-му консорціум у складі в’єтнамської PetroVietnam Exploration Production Corporation (PVEP, 40%), таїландської PTT Exploration and Production Company (PTTEP, 35%) та алжирського державного концерну Sonatrach (25%) спорудив оціночну свердловину BRS-6bis, яка досягнула глибини у 3937 метрів та показала на тестуванні приплив у 5100 барелів нафти та 0,14 млн м3 супутнього газу на добу.
Вуглеводні виявлені у пісковикових відкладах ордовіка, а також тріасу, тоді як нафтоматеринські породи пов’язані з силурійськими відкладами.

## Розробка
Видобуток стартував в 2015 році, коли ввели в дію установку підготовки, здатну щодоби приймати 20 тисяч барелів нафти та 1 млн м3 газу.
Існують плани запуску другої фази, яка включатиме організацію газліфного видобутку, підтримку пластового тиску шляхом закачування води, а також ще одну установку підготовки продуктивністю 20 тисяч барелів нафти на добу.
Видача нафти відбувається по трубопроводу довжиною 130 км та діаметром 300 мм до Хауд-Ель-Хамра (звідси прямують трубопроводи, що обслуговують найбільше нафтове родовище країни Хассі-Месауд, наприклад, Хауд-Ель-Хамра – Беджая). Видачу газу організували по трубопроводу Бір-Себа – Хассі-Месауд.